# プレル・フランケル
プレル・フランケル（Purrel Fränkel, 1976年10月8日 - ）は、スリナム・パラマリボ出身の元サッカー選手。ポジションはDF。

## 経歴
2008年12月21日に行われたドーピング検査で、マリファナによる興奮物質が検出された。2009年、フランケルに1ヶ月の出場停止処分が言い渡された。

## 所属クラブ
- 1994-1998  テルスター
- 1998-2002  デ・フラーフスハップ
- 2002-2007  フィテッセ
- 2007-2012  デ・フラーフスハップ